# Avril 1898

## Événements
- 9 avril :
  - Loi organisant les chambres de commerce en France.
  - L'Espagne déclare le cessez-le-feu dans sa guerre contre Cuba.
- 10 avril :
  - Madrid a pratiquement accepté toutes les conditions imposées par William McKinley sauf la promesse d’indépendance.
  - La France obtient le droit de construire un chemin de fer de Lao Kay (Tonkin) à Yunnanfu achevé en 1910[1].
- 11 avril : poussé par l’opinion, le président McKinley demande au Congrès l'autorisation d'intervenir à Cuba.
- 20 avril : le gouvernement des États-Unis lance un ultimatum à l'Espagne dans l'affaire de Cuba.
- 22 avril, France : victoire des républicains aux législatives. À l’issue du second tour, les républicains modérés qui soutiennent le gouvernement Méline gagnent 250 sièges et devancent radicaux et socialistes, qui n’envoient pas de nouveaux députés malgré une sensible progression en suffrages exprimés. Quant aux monarchistes, ils perdent des sièges.
- 25 avril :
  - Guerre hispano-américaine. Le Congrès américain déclare la guerre à l’Espagne, arguant que « le peuple de Cuba doit être libre et indépendant »
  - Accord Nishi-Rozen entre le Japon et l'empire russe. Le Japon admet l’influence de la Russie au nord de la Grande Muraille et obtient la reconnaissance de ses intérêts économiques dans la zone Chine-Mandchourie.
- 27 avril : sur instruction de Theodore Roosevelt, l’amiral George Dewey quitte Hong Kong avec sept vaisseaux.

## Naissances
- 3 avril : Michel de Ghelderode, auteur dramatique belge († 1er avril 1962).
- 5 avril : Geer Van Velde, peintre néerlandais († 5 mars 1977).
- 8 avril : Achille van Acker, homme politique belge († 10 juillet 1975).
- 10 avril : Jean-René Claudel, spéléologue français († 28 septembre 1979).
- 11 avril : Henri Lacaze, Joueur de Rugby
- 26 avril : Magdeleine Hutin, religieuse et fondatrice d'ordre († 6 novembre 1989).

## Décès
- 7 avril :
  - Otto Knille, peintre allemand (° 10 septembre 1832).
  - Margaret Mather, actrice de théâtre canadienne (° 21 octobre 1859).
- 12 avril : Elzéar-Alexandre Taschereau, cardinal canadien, archevêque de Québec (° 17 février 1820).
- 18 avril : Gustave Moreau, peintre français.